# 상성군
상성군(商城郡)은 지금의 경주시 선도산 일대에 위치했던 통일신라 시기 삽량주의 행정구역이다. 상성군이라는 명칭은 757년에 서형산군(西兄山郡)이라는 명칭에서 개칭되었다. 여기서 서형산은 당시 경주의 서악(西嶽)이었던 지금의 경주시 선도산이다. 다른 행정구역과 다르게 속현 대신 군사기지였던 대성군에 소속되었던 동기정(東畿停)을 제외한 여러 정(停)을 두고 있다.
신증동국여지승람에 의하면 서기정(西畿停)의 경우 두야보부곡(豆也保部曲)에 그 치소가 있었다 하며, 지금의 위치는 청도군 각남면 신당리에 있다.